# Pallavolo Piacenza
Pallavolo Piacenza (auch Copra Piacenza) ist ein ehemaliger italienischer Männer-Volleyballverein aus Piacenza, der an der italienischen Volleyball-Meisterschaft (Serie A1) teilnahm. Hauptsponsor der ersten Mannschaft, unter dessen Namen sie auch spielt, war der Küchenhersteller Copra.

## Geschichte
Der Verein wurde 1982 als Pallavolo Piacenza gegründet und spielte zunächst ausschließlich auf regionaler Ebene. Anfang der 1990er Jahre spielte das Team in der Serie C1. 1996 gelang der Aufstieg in die viertklassige Serie B2, zwei Jahre später der Aufstieg in die Serie B1. Ab 1998 unterstützte der Küchenhersteller Copra die erste Mannschaft als Namenssponsor.
2000 erwarb der Klub die Serie A2-Lizenz von Mezzolombardo Volley. 2002 erreichte das Team die Meisterschaft der Serie A2 sowie den Gewinn des A2-Pokalwettbewerbs. Mit dem Aufstieg wurde der Name in Copra Ventaglio geändert. In der ersten Spielzeit der Serie A1 erreichte das Team den 14. Platz. Nach der Saison fusionierte der Verein mit Asystel Volley Mailand, wobei der Spielort in Piacenza verblieb. Durch die Fusion verstärkte sich der Club mit Spielern wie Nikola Grbić, Hristo Zlatanov, Simone Rosalba, Osvaldo Hernandez, Andrea Gardini sowie dem Kubaner Leonel Marshall junior und Vigor Bovolenta.

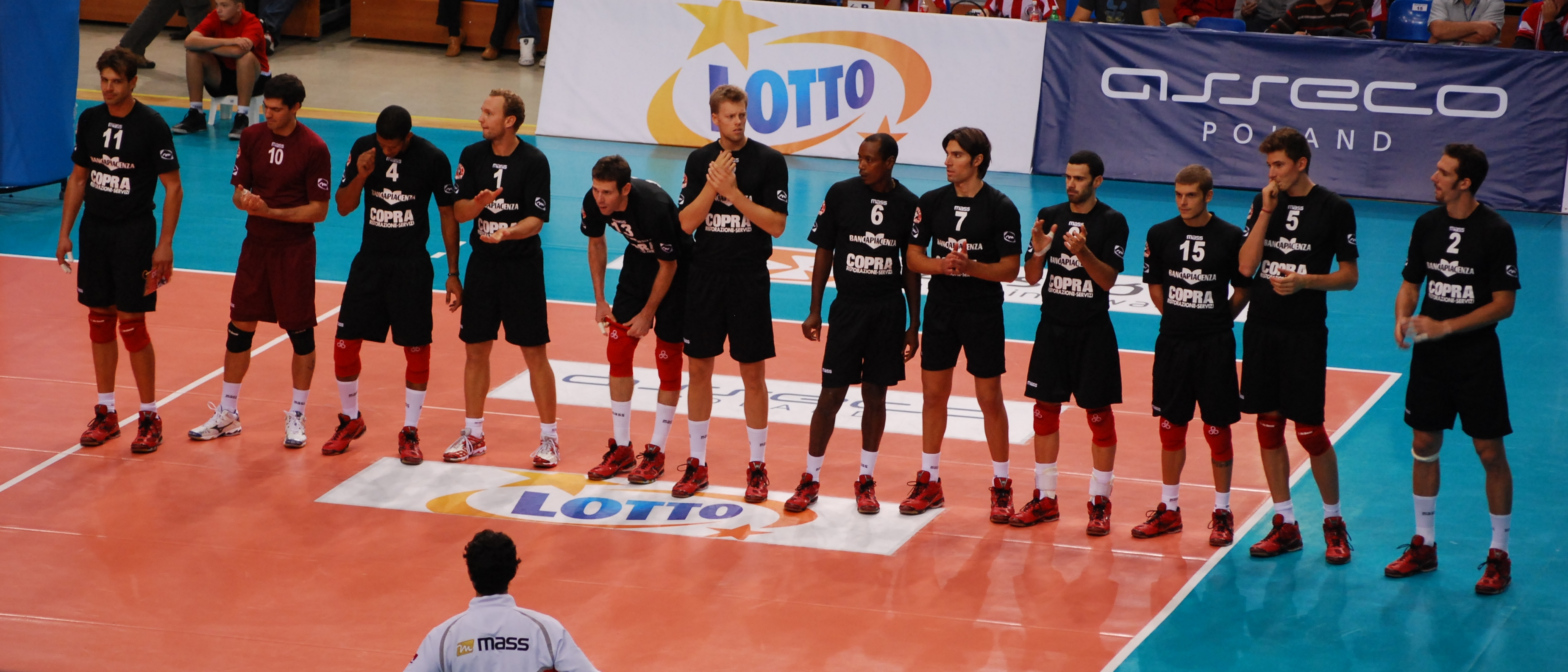
Copra Morpho Piacenza (Okt. 2010)

In der Saison 2003/04 belegte das Team von Copra Asystel Ventaglio den vierten Platz in der Meisterschaft und erreichte das Finale des CEV-Pokals. In der folgenden Spielzeit gewann Copra die Hauptrunde der Serie A1, schied aber im Halbfinale der Playoffs gegen Perugia Volley aus. Zudem spielte das Team in der Champions League, wo es nicht über die Gruppenphase hinauskam.
2006 gewann das Team von Copra Berni den Top Teams Cup. In der folgenden Spielzeit erreichte es den vierten Platz in der Hauptrunde der Serie A und drang bis in das Playoff-Finale vor. Dort unterlag Copra Sisley Treviso klar in drei Spielen. Zudem erreichte Copra das Finale des CEV-Pokals, das es gegen Fakel Nowy Urengoi verlor. Damit qualifizierte sich das Team für die Champions League der folgenden Spielzeit, in der es 2008 bis in das Finale gelangte, dort aber Dynamo Kasan unterlag.
Die Spielzeit 2008/09 wurde zur erfolgreichsten der Vereinsgeschichte: Nach der Hauptrunde der Serie A1 lag das Team auf Platz fünf, drang aber in den Playoffs bis in das Finale vor und besiegte dort Trentino Volley in fünf Spielen mit 3:2. Damit war Copra Piacenza zum ersten Mal in der Vereinsgeschichte italienischer Meister. In der Champions League wurde Copra zwar Gruppensieger, unterlag aber in der ersten Playoff-Runde AZS Częstochowa. Zu Beginn der folgenden Saison gewann Copra den italienischen Supercup und erreichte nach dem Ausscheiden aus der Champions League den vierten Platz des CEV-Pokals. 2013 gewann man den europäischen Challenge Cup und 2014 den italienischen Pokal. 2018 löste sich der Verein auf.

## Erfolge

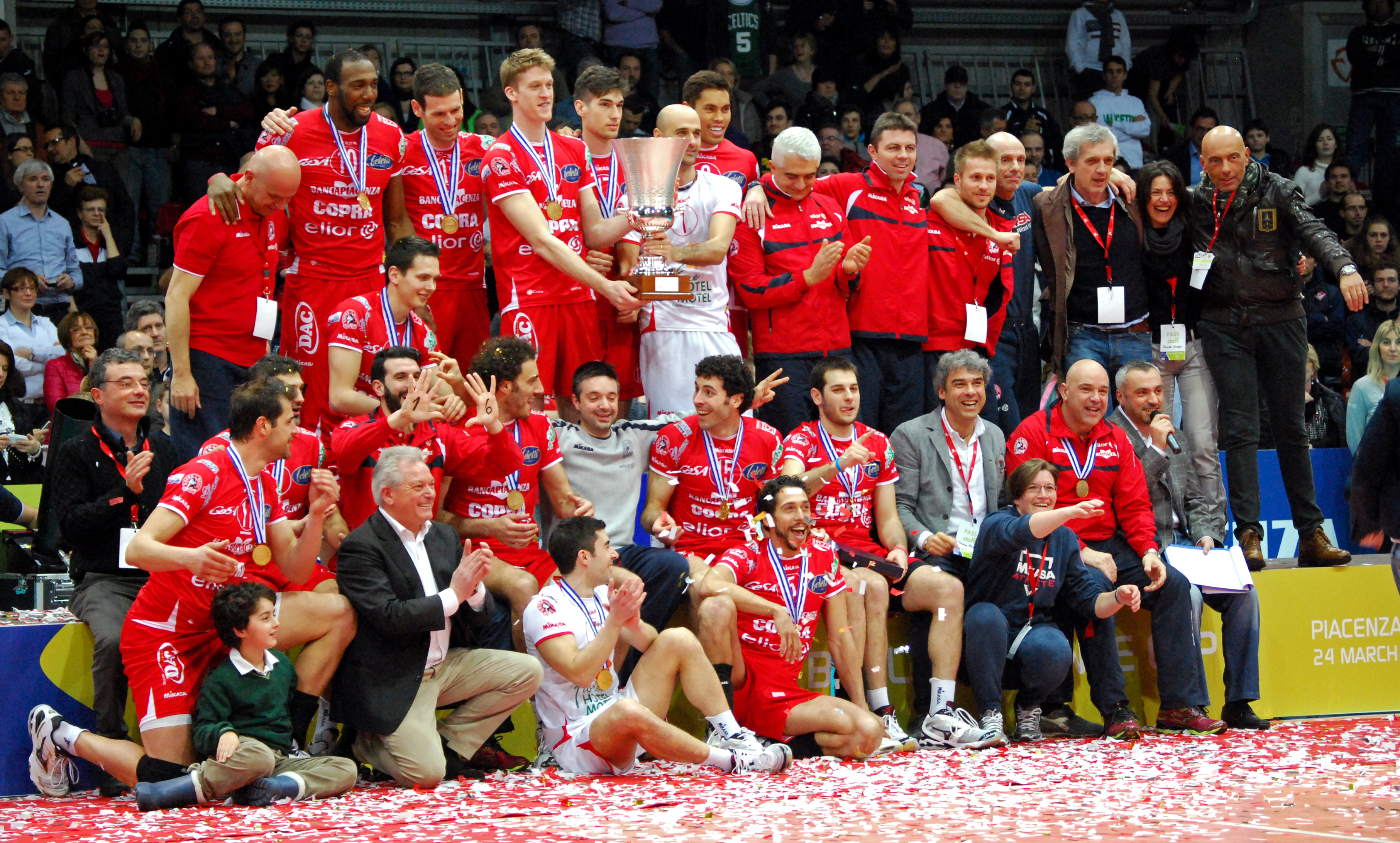
Mannschafts beim Gewinn des Challenge Cup 2013

| Volleyball Champions League - Vizemeister 2008 CEV-Pokal - Zweiter Platz: 2004, 2007 CEV Top Teams Cup - Sieger 2006 Challenge Cup - Sieger 2013 | Italienische Meisterschaft - Meister: 2009 - Vizemeister: 2004, 2007, 2008 Italienischer Supercup - Sieger: 2009 Italienischer Pokal - Sieger 2014 - Zweiter Platz: 2006 Pokalwettbewerb der Serie A2 - Sieger: 2002 - Zweiter Platz: 2006 |

## Vereinsnamen
Aufgrund wechselnder Sponsoren spielt die Profimannschaft unter wechselnden Teamnamen. Hauptsponsor ist seit 1998 der Küchenhersteller Copra.
| - 1982–1998 Pallavolo Piacenza - 1994–1996 Pulitecno Piacenza - 1998–2002 Copra - 2002–2003 Copra Ventaglio - 2003–2004 Copra Asystel Ventaglio - 2004–2005 Copra - 2005–2007 Copra Berni | - 2007–2009 Copra Nordmeccanica - 2009–2010 Copra Atlantide - 2010–2011 Copra Morpho - 2011–2014 Copra Elior - 2014–2015 Copra Piacenza - 2015–2017 LPR Piacenza - 2017–2018 Wixo LPR Piacenza |

## Bekannte ehemalige Spieler
| Italien - Marco Meoni - Vigor Bovolenta - Mauro Gavotto - Wenzeslaw Simeonow - Paolo Cozzi - Massimo Botti - Michele De Giorgi - Cosimo Gallotta - Andrea Gardini - Daniele Vergnaghi - Simone Rosalba - Samuele Papi | Italien - Maurizio Castellano - Loris Manià - Gianluca Durante - / Maikel Cristóbal Cardona Deutschland - Christian Dünnes - Christian Pampel Kuba - Osvaldo Hernandez - Ihosvany Hernandez - Leonel Marshall junior | Brasilien - Anderson Rodrigues - Sérgio Dutra Santos - Joao Paulo Bravo Spanien - Enrique De La Fuente - Israel Rodriguez Serbien - Dula Mester - Nikola Grbic - Novica Bjelica | Frankreich - Frantz Granvorka - Trévor Clévenot USA - Mike Lambert Bulgarien - Jewgeni Iwanow Finland - Tuomas Sammelvuo Tschechien - Michal Rak |